# Maiou

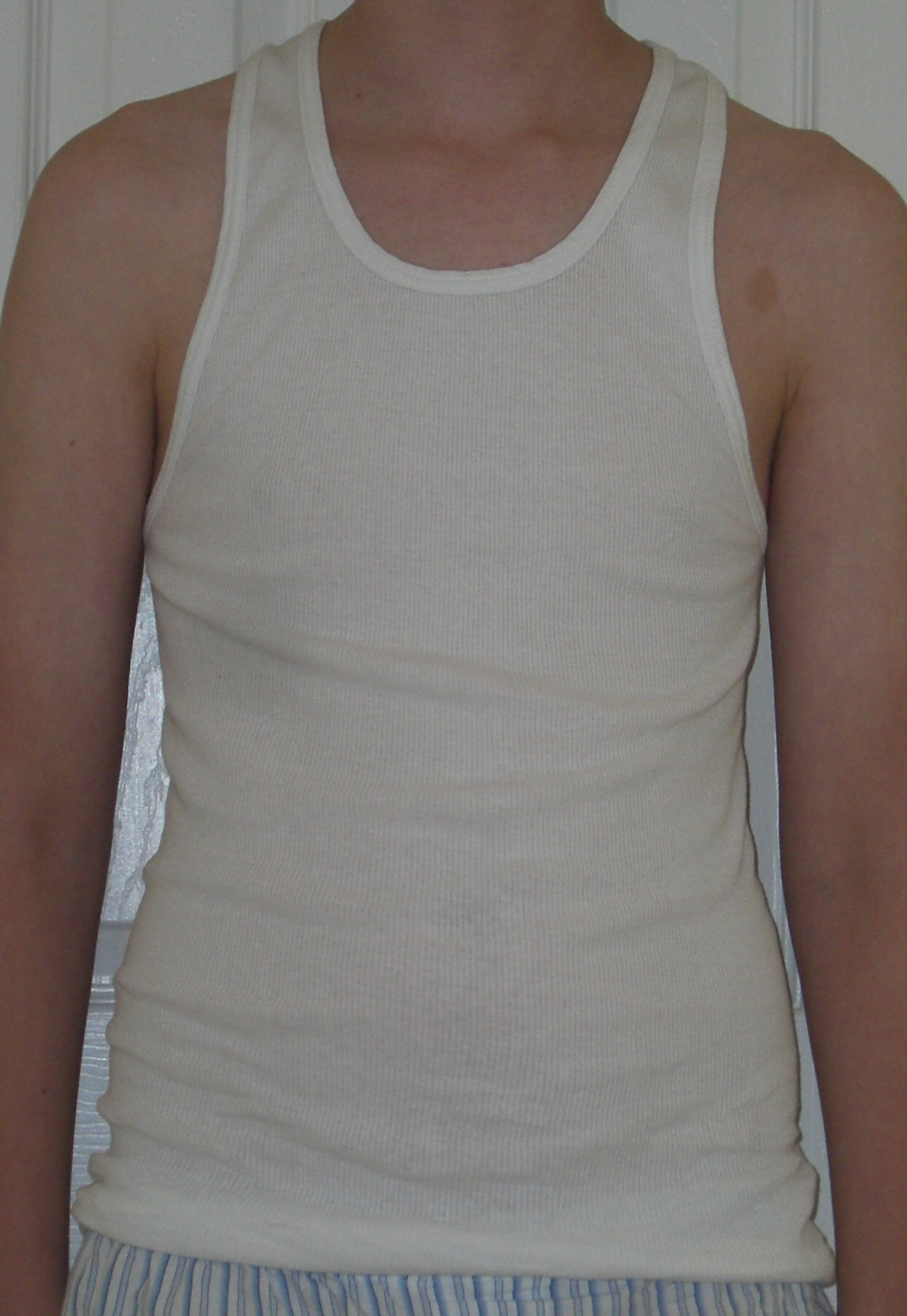

Un maiou sau maieu este un articol de lenjerie sau de echipament sportiv (cu sau fără mâneci), care se îmbracă direct pe corp, acoperind partea superioară a acestuia. 